# گواردیستالو
گواردیستالو (به ایتالیایی: Guardistallo) یک کومونه در ایتالیا است که در استان پیزا واقع شده‌است.

## خصوصیات
گواردیستالو ۲۳٫۸ کیلومترمربع مساحت و ۱٬۲۱۸ نفر جمعیت دارد و ۲۷۸ متر بالاتر از سطح دریا واقع شده‌است.